# Глиное (Григориопольский район)
Глиное (рум.  Hlinaia, укр.  Глинне), ранее Глюксталь (Гликсталь), — посёлок, центр Глинойского поселкового совета Григориопольского района непризнанной Приднестровской Молдавской Республики.
Посёлок Глиное расположен в 16 км от районного центра и в 60 км от г. Тирасполя. В посёлке располагается самое крупное пенитенциарное учреждение в ПМР.

## Население и хозяйство
По данным 2008 г. в посёлке проживают 1162 человека, из них временно выбывших — 138 человек, трудоспособное население — 692 чел., безработных — 340 чел. На 2015 год — 1729 человек.
По национальному составу: украинцев в посёлке насчитывается 34,5 %, русских — 31,6 %, молдаван — 26,8 %, также проживают болгары, немцы, гагаузы, белорусы. На протяжении 90-х гг. прошлого века численность населения Глиного стремительно сокращалась. Демографическая ситуация в последние годы несколько стабилизировалась. В 2007 году на территории администрации родилось 13 детей, умерло 14 человек, тогда как в прежние годы соотношение составляло 1 к 3.
Земли посёлка Глиное составляют 835 га, в том числе государственный резервный фонд — 550 га, земли приусадебного фонда — 103 га, пастбища — 135 га, улицы и площади — 23 га. Сельскохозяйственной деятельностью в посёлке Глиное занимаются хозяйствующие субъекты: МУП ПГ «Григориопольский» — 1636 га, пенитенциарное учреждение Министерства юстиции ПМР — 365 га, МВД ПМР — 150, ООО «Агро-маг» — 2136.
В МОУ «Глинянская общеобразовательная основная школа Григориопольского района» на начало 2008 г. в 9 классах обучаются 114 учащихся. В настоящее время работают детский сад, фельдшерско-акушерский пункт, Дом культуры, 4 магазина и продуктовый рынок. На территории посёлка расположено 288 дворов и 140 квартир, основная часть газифицированы. Общая площадь жилищного фонда — 27738 м². Протяжённость всех улиц поселка 8,5 км, из них 6,4 км с асфальтовым покрытием. В посёлке эксплуатируются 5 шахтных колодцев и 3 артезианских скважины. В Глином сохранилась правильная поквартальная планировка улиц и дома немецких колонистов XIX в.

## История

### Основание
Название посёлка, вероятно, происходит от месторождений глины на склонах долины речки Чёрной.
Небольшие поселения в долине реки Чёрная, на месте современного населённого пункта, возникли ещё в глубокой древности.
Село Глиное было засвидетельствовано документально на военной карте в XVIII веке под названием Глинка. Первыми поселенцами были запорожцы. Они занимались земледелием, скотоводством и гончарным промыслом. Небольшие хутора были обозначены на военных картах периода русско-турецкой войны 1768—1774 гг. как село Глинка. В 1781 году в нём была построена небольшая православная церковь. Жители села подвергались притеснениям со стороны ногайцев Дубоссарского каймакана Едисанской орды.
После присоединения к России в 1792 году по Ясскому миру междуречья Днестра и Южного Буга в селе насчитывалось 103 двора и 511 жителей. С образованием на новоприсоединенной территории Тирасполя, Григориополя, Новых Дубоссар часть глинян переселяются в новые города. В документах 1795 г. поселение аттестуется как русское село, в котором осталось 394 жителя. На картах Очаковской области начала XIX в. поселение обозначено как Глиное.

### Немецкая колония Глюксталь
С 1809 г. сюда прибывают первые немецкие семьи приглашенных колонистов. Толчком к этому послужили манифесты Екатерины II от 1762—1763 гг. и указ Александра I от 1804 г. «О приеме и водворении иностранных колонистов». Екатерина пригласила немцев на берега Волги, а Александр — в причерноморские степи. Переселенцам было разрешено исповедовать свою религию, заниматься земледелием, ремеслами. Немецкие колонисты должны были послужить образцом хозяйствования для населения соседних сел.
Первоначально поселенцев разместили в Григориополе, а в 1809 году им выделили землю на склонах балки Чёрной. Поселение получает название Глюксталь (Gluckstal), что переводится с немецкого, как «долина счастья». К 1818 г. к ним присоединились немецкие переселенцы из Баварии, Пруссии, Вюртемберга, Эльзаса, Силезии, Венгрии. Иммигранты получили от царского правительства крупные земельные наделы, ссуды, налоговые льготы, освобождены от воинской повинности. Эти преференции позволили создать крепкие аграрные общины.
К началу реформ колонии достигли высокого уровня развития агрокультуры и благосостояния жителей. Глюксталь насчитывал 3 тыс. жителей и был центром одноимённой Глюкстальской волости с населением 7 тыс. человек, которые проживали в том числе в соседних 14-ти немецких колониях Нейдорф, Бергдорф, Кассель, Кляйн-Бергдорф, Кляйн-Нейдорф, Кронталь, Альдингера, Ней-Глюксталь, Гиршберг, Гейнрихсдорф, Нейланд, Нейфельд, Антонеттенталь, Лилиенталь. Колонисты отличались трудолюбием и аккуратностью, строили большие каменные дома, покрывали их цветной черепицей, устанавливали резные деревянные двери и оконные рамы. Строится лютеранская кирха.
Реформы 60-70 гг. XIX в. подтолкнули поселенцев к эмиграции. Так, в 1864 году вступил в силу «Закон о земских учреждениях», который побуждал к созданию самоуправления. Первое время этот закон не распространялся на немцев, и только по закону от 17 декабря 1866 года управление немецких колоний было передано в государственный департамент по крестьянским вопросам. 4 июня 1871 года немецкие колонисты самыми последними из всего крестьянства были переведены под земское управление. После введения земского управления увеличился страх колонистов перед русификацией и самодурством начальников. "Одесская газета от 13 августа 1878 года в № 180 опубликовала рассказ одного из колонистов о причинах своей эмиграции. Главной из них он назвал «введение нового управленческого и судебного порядка в колониях, видя в этом угрозу прежней обособленности немецких поселений. В одном районе рядом с двумя немецкими деревнями будут находиться десять русских деревень. Большинством голосов именно они будут выбирать старост, которые не умеют ни читать, ни писать, ни считать, которых в наших хозяйствах не взяли бы даже в работники, но которые часто станут давать указания, от которых мы чётко видим неизбежный ущерб для нашего хозяйства и общины. А секретари этих начальников-зачастую пьяницы, и мы должны подчиняться такому начальству! Это уж слишком, этого нам не пережить, этому мы не можем подчиниться».
1 января 1874 года был принят "Закон о всеобщей воинской обязанности. Теперь в армии должны были служить и немцы, достигшие 21 года. Они должны были служить шесть лет и девять лет состоять в резерве. Многие из них восприняли это как потерю последней привилегии и нарушение ранее данных царицей обещаний. «Одесская газета» того времени сообщала, что в волости Глюксталь все немцы призывного возраста за исключением троих сбежали за границу.
По состоянию на 1892/93 гг. в Глюкстале действуют министерская и земская школы, больница, аптека, почтовое отделение, трактир, несколько паровых и ветряных мельниц. В окрестностях добывается строительный камень. В 1895 году в поселке насчитывалось 3599, а в 1897 г. — 3345 жителей.
К Первой мировой войны значительная часть колонистов уже переселилась в США, в штаты Северная Дакота и Канзас и в Южную Америку.

### XX век
В период массовой насильственной коллективизации многие зажиточные немецкие поселенцы были причислены к кулакам и подверглись раскулачиванию. Пик выселения немецких семей пришёлся на 1937 и 1938 годы. Вместо них в посёлок вселялись преимущественно украинские и молдавские семьи. Лютеранская кирха была закрыта — в ней разместился сельский клуб.
Во время Великой Отечественной войны в силу быстрого продвижения войск фашистов основная часть немецкого населения края не была эвакуирована. В составе Траснистрии, территориального образования созданного румынскими оккупационными властями, немецкие поселения пользовались значительным самоуправлением. Для самозащиты фольксдойче создавали отряды самообороны. Только в одной Траснистрии в них насчитывалось около 9 тысяч человек. Руководство СС заставляло эти отряды принимать активное участие в антиеврейских акциях.
С начала 1944 года начинается бегство немецких жителей поселка вместе с отступающими частями Вермахта. Весной 1944 года Глюксталь был занят советскими войсками. Здесь разместился тыловой госпиталь, недалеко от которого шло захоронение солдат павших при форсировании Днестра в ходе Ясско-Кишиневской наступательной операции.
В 1949 году начались массовые выселения оставшегося немецкого населения. В результате к концу года в посёлке, которому вернули прежнее название — Глиное, осталось 495 жителей. В Глиное вселяются украинские и молдавские семьи.
В 1950-80-е гг. в поселке были созданы совхоз «Глиное», построены винпункт, соковый цех Григориопольского консервного завода, восьмилетняя школа, дом культуры с киноустановкой, библиотека, фельдшерско-акушерский пункт, детский сад, детский дом, столовая, магазины, отделение связи.
В 1959 году в поселке насчитывалось 2013 жителей, в 1970 году — 1302, в 1989 году — 1395 жителей.